# خواص كوه (عقدا)
خواص کوه (بالفارسية: خواص کوه) هي قرية تقع في إيران في قسم عقدا الريفي. يقدر عدد سكانها بـ 8 نسمة بحسب إحصاء 2016.